# Football Club Sochaux-Montbéliard 1980-1981
Questa voce raccoglie le informazioni riguardanti il Football Club Sochaux-Montbéliard nelle competizioni ufficiali della stagione 1980-1981.

## Maglie
Lo sponsor tecnico per la stagione 1980-1981 è Adidas, mentre lo sponsor ufficiale è Peugeot.
| Manica sinistra · Manica sinistra · Maglietta · Maglietta · Manica destra · Manica destra · Pantaloncini · Calzettoni · Calzettoni |

## Rosa
| N. |                       | Ruolo | Calciatore                 |
| -- | --------------------- | ----- | -------------------------- |
|    | Francia (bandiera)    | P     | Albert Rust                |
|    | Algeria (bandiera)    | D     | Moussa Bezaz               |
|    | Francia (bandiera)    | D     | Jacky Bonnevay             |
|    | Algeria (bandiera)    | D     | Abdel Djaadaoui (capitano) |
|    | Francia (bandiera)    | D     | Eric Hély                  |
|    | Francia (bandiera)    | D     | Jean-Michel Labeyrie       |
|    | Jugoslavia (bandiera) | D     | Michel Milojevic           |
|    | Francia (bandiera)    | D     | Jean-Pierre Posca          |
|    | Francia (bandiera)    | D     | Jean-Luc Ruty              |
|    | Francia (bandiera)    | D     | Romain Zandona             |
|    | Francia (bandiera)    | C     | Eric Benoît                |
|    | Francia (bandiera)    | C     | Jacky Colin                |

| N. |                       | Ruolo | Calciatore             |
| -- | --------------------- | ----- | ---------------------- |
|    | Francia (bandiera)    | C     | Thierry Fernier        |
|    | Francia (bandiera)    | C     | Bernard Genghini       |
|    | Zaire (bandiera)      | C     | Jean-Santos Muntubila  |
|    | Francia (bandiera)    | C     | Jean-Christophe Thomas |
|    | Francia (bandiera)    | A     | Philippe Anziani       |
|    | Francia (bandiera)    | A     | Pascal Dupraz          |
|    | Jugoslavia (bandiera) | A     | Salih Durkalić         |
|    | Jugoslavia (bandiera) | A     | Zvonko Ivezić          |
|    | Francia (bandiera)    | A     | Patrick Jeskowiak      |
|    | Francia (bandiera)    | A     | Thierry Meyer          |
|    | Francia (bandiera)    | A     | Patrick Revelli        |
|    | Francia (bandiera)    | A     | Yannick Stopyra        |

## Risultati

### Coppa UEFA
| Arbitro: | Pérez |

|                                 |           |  |
| Jeskowiak 38’ Ivezić 38’ (rig.) | Marcatori |  |

| Arbitro: | Richardson |

|                           |           |              |
| Cucinotta 54’ Bizzini 75’ | Marcatori | 16’ Genghini |

| Arbitro: | Glavina |

|                          |           |                      |
| Genghini 33’ Revelli 54’ | Marcatori | 27’ Júlio 63’ Eliseu |

| Arbitro: | Bridges |

|  |           |              |
|  | Marcatori | 75’ Durkalić |

| Arbitro: | Dotchev |

|                                                        |           |                                |
| Neuberger 3’ Borchers 43’ Hölzenbein 52’ Nachtweih 62’ | Marcatori | 71’ Genghini 88’ (aut.) Pezzey |

| Arbitro: | Van Langenhove |

|                  |           |  |
| Revelli 16’, 42’ | Marcatori |  |

| Zurigo 4 marzo 1981 Quarti di finale - Andata | Grasshoppers | 0 – 0 referto | Sochaux | Hardturm (22 000 spett.)\| Arbitro: \| Zade \| |
| Arbitro:                                      | Zade         |               |         |                                                |

| Arbitro: | Redelfs |

|                           |           |           |
| Durkalić 25’ Genghini 85’ | Marcatori | 7’ Koller |

| Arbitro: | Tokat |

|              |           |           |
| Genghini 62’ | Marcatori | 14’ Arntz |

| Arbitro: | Rainea |

|                                  |           |                       |
| Metgod 19’ Jonker 37’ Peters 65’ | Marcatori | 8’ Genghini 71’ Meyer |